# Restauration „Zum Dampfschiff“
Die Restauration „Zum Dampfschiff“, auch Dampfschiff-Restauration, liegt in der Uferstraße 10 im Stadtteil Kötzschenbroda der sächsischen Stadt Radebeul. Sie wurde 1864 als Wartehalle mit Nebengebäuden direkt an der 1837 eröffneten Anlegestelle der Sächsisch-Böhmischen Dampfschiffahrtsgesellschaft errichtet. Durch  weitgehende Umbauten in den Jahren 1891/1892 erhielt das heute unter Denkmalschutz stehende Restaurant seine derzeitige Kubatur.

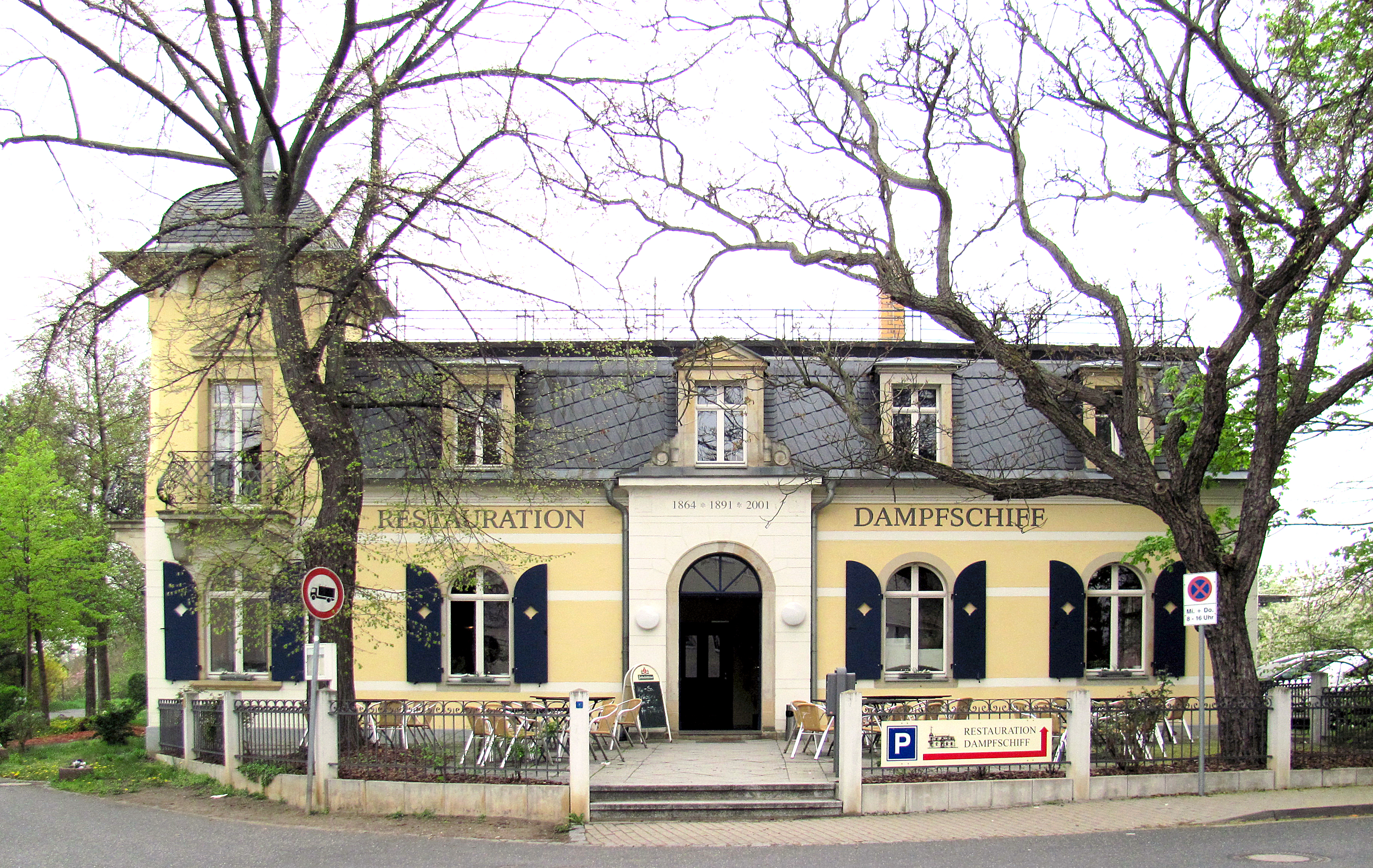
Restauration „Zum Dampfschiff“

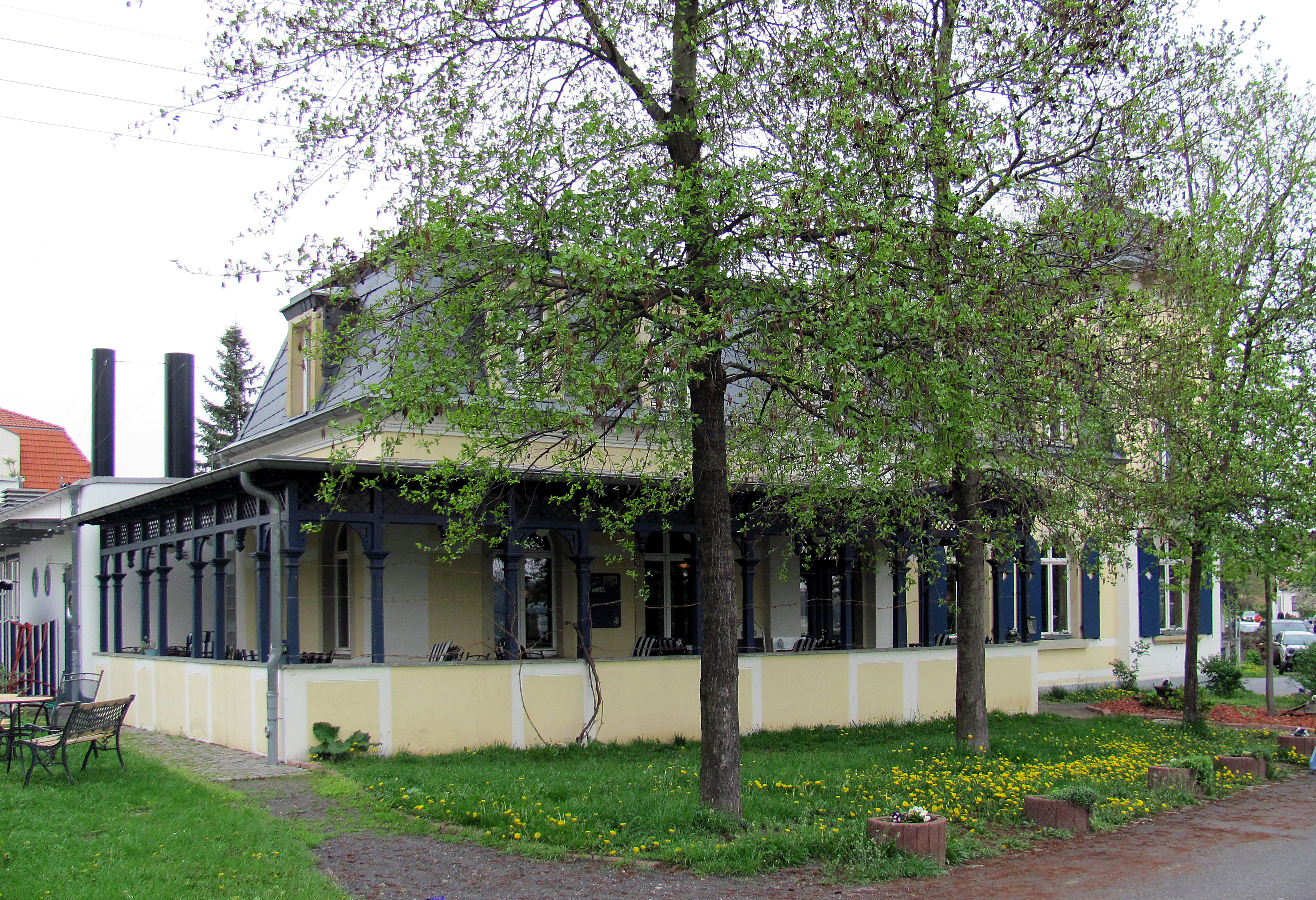
Restauration „Zum Dampfschiff“, vom Elberadweg aus

## Beschreibung
Der Zweiflügelbau besteht aus einem zweigeschossigen Eckturm mit vierseitiger Haube direkt an der Straßenecke, an den sich nach Norden und nach Westen im rechten Winkel die zwei eingeschossigen Flügel mit ausgebautem Plattformdach anschließen. Die Gesamtansicht ist fünf zu sechs Fensterachsen groß.
Der Turm hat im Obergeschoss zwei Balkone. Die Flügel zeigen mittig einen Risaliten mit rundbogigem Eingang, darüber befindet sich jeweils eine Giebelgaube mit Voluten. Vor dem Westflügel befindet sich zur Elbe hin eine offene Holzveranda. Der Putzbau ist sparsam gegliedert, die rundbogigen Erdgeschossfenster werden durch Klappläden eingerahmt.

## Geschichte

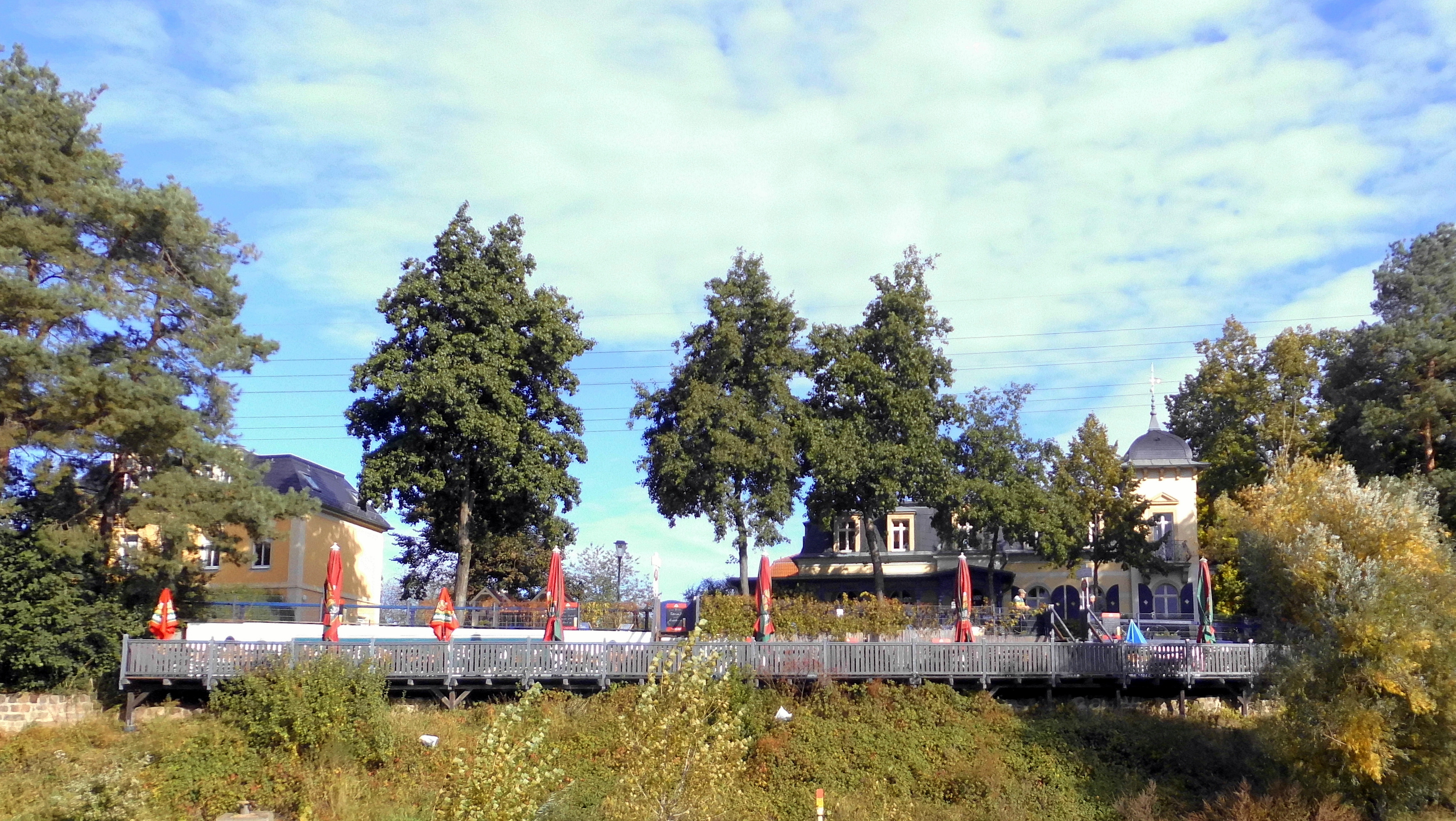
Restaurant mit Elbeterrassen von der Elbe aus

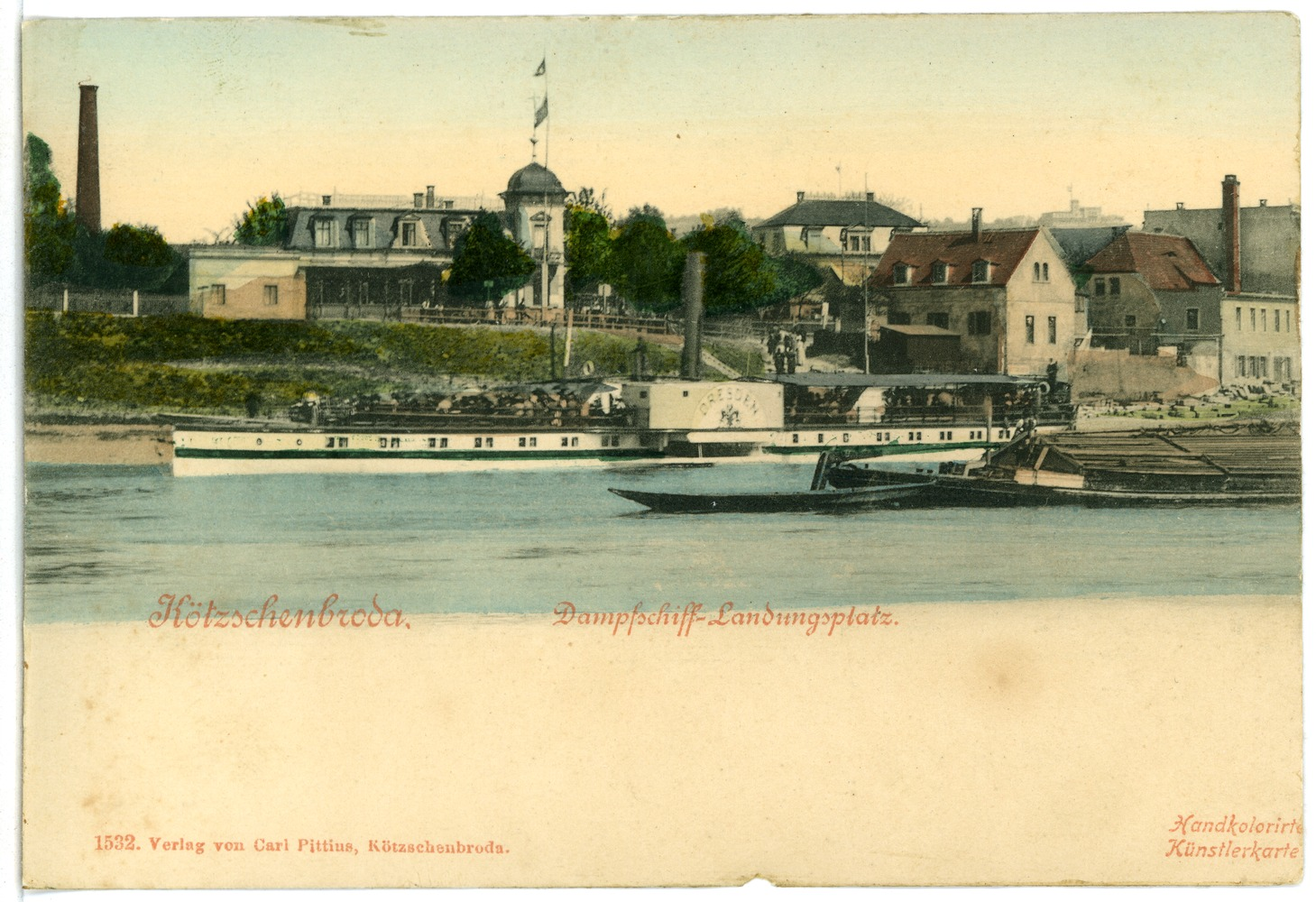
Dampfschiff-Anleger in Kötzschenbroda (1901). Am Anleger die damalige Dresden (heute PD Stadt Wehlen benannt). Oben links die Restauration „Zum Dampfschiff“

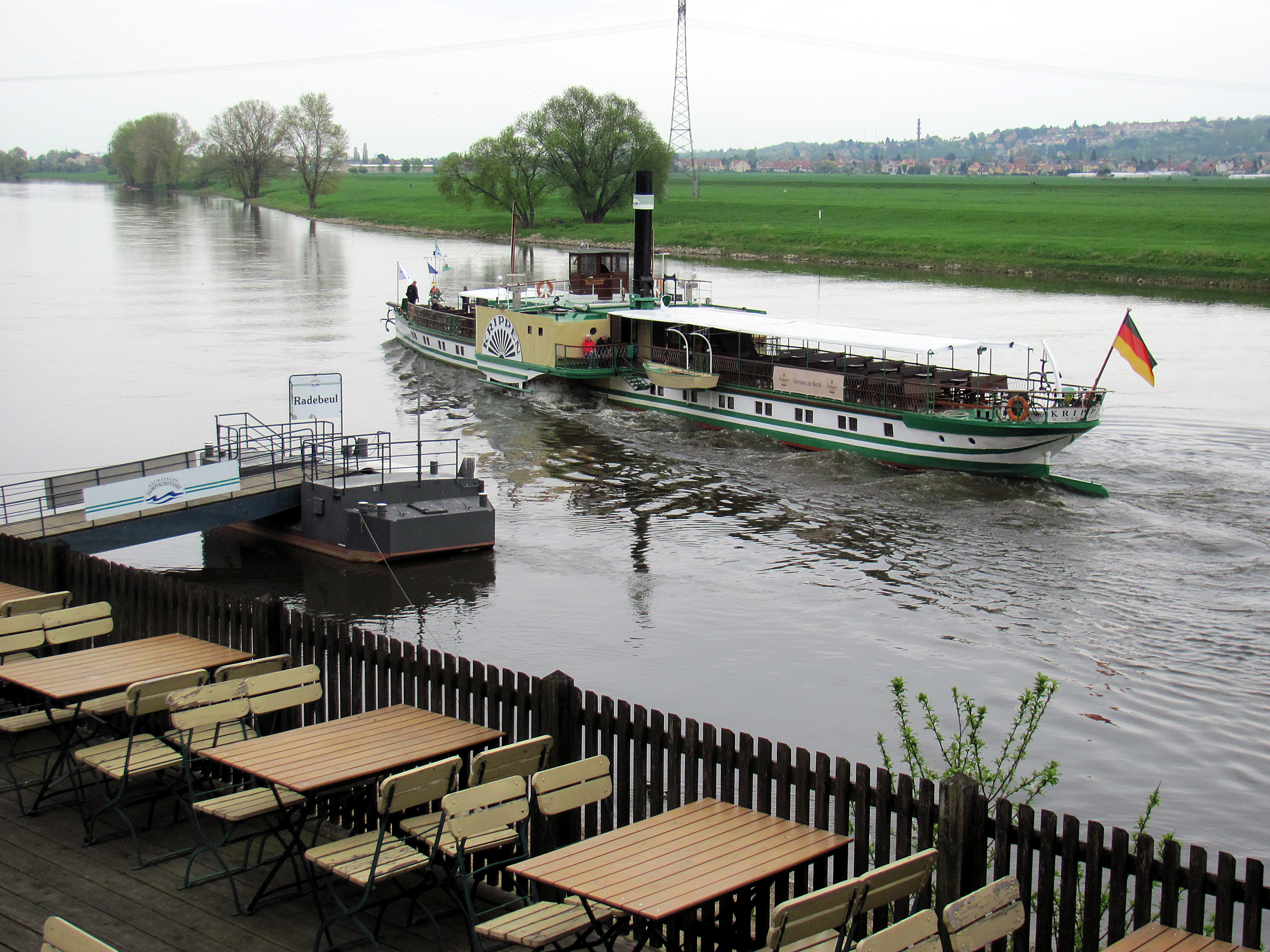
Dampfschiff-Anleger in Radebeul, die Krippen nach dem Ablegen

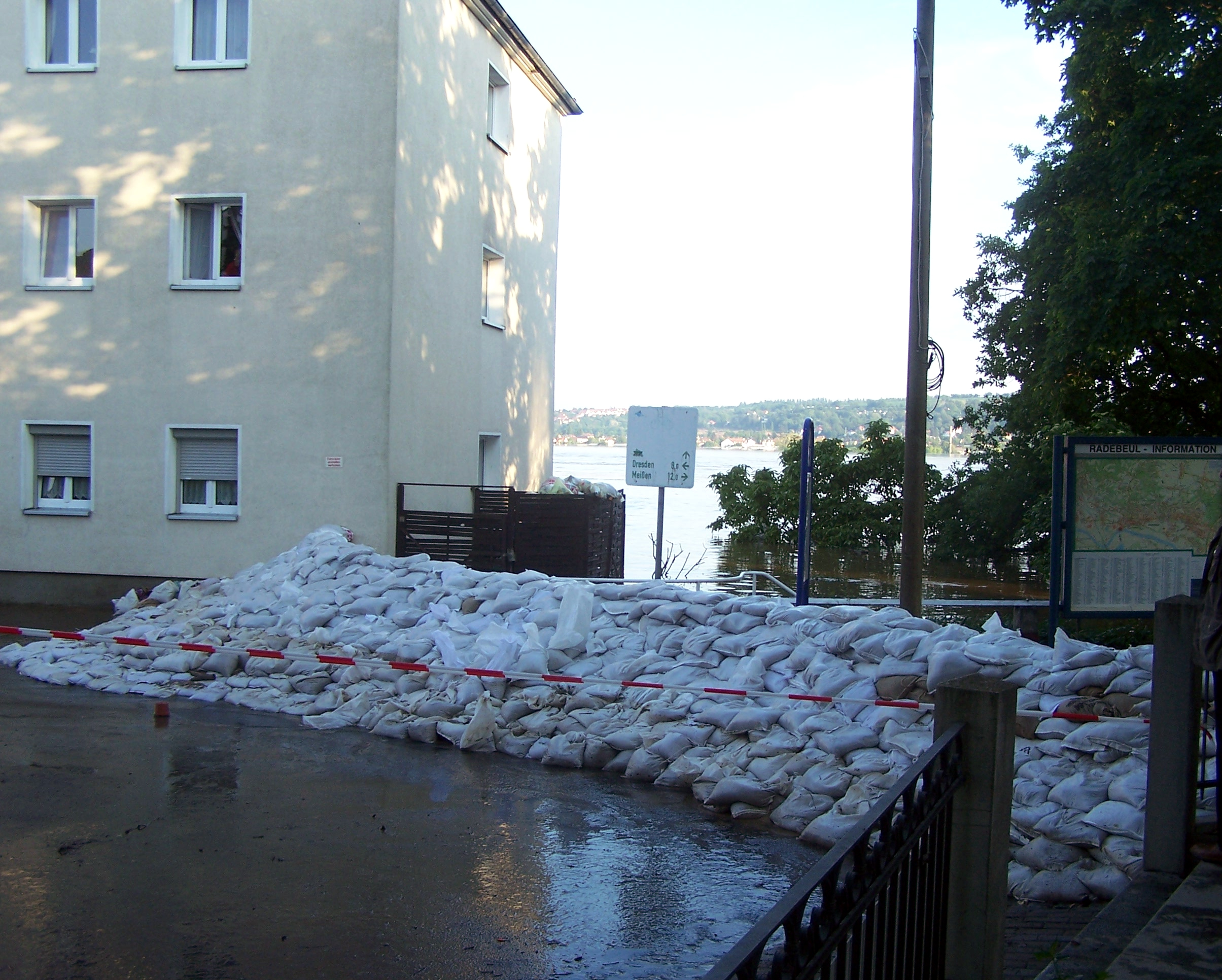
Elbhochwasser 2013: Blick vom Restaurant an Uferstraße 9a vorbei zum überfluteten Dampfschiff-Anleger

Die 1836 gegründete Elbdampfschiffahrts-Gesellschaft eröffnete am 30. Juli 1837 den Dampfschiff-Linienverkehr zwischen den beiden Elb-Städten Dresden und Meißen. Als einziger Unterwegshalt wurde am 3. Oktober 1837 die Kötzschenbrodaer Anlegestelle (51° 06′ 11,7″ N, 013° 37′ 18,3″ O) eröffnet. Das erste dort regelmäßig Halt machende Personendampfschiff war die Königin Maria.
Im März 1864 beantragte der Ziegeleibesitzer Friedrich Wilhelm Weinert auf eigener Parzelle den Bau einer „Wartehalle nebst Seitengebäude für die Sächs. Dampfschiffahrtsgesellschaft“, die 1867 in Sächsisch-Böhmische Dampfschiffahrts-Gesellschaft umfirmierte. So entstand bis 1865 nach Plänen des ortsansässigen Maurermeisters Moritz Große oberhalb des Steilufers ein einfaches, rechteckiges Gaststättengebäude mit Gaststube, Küche und Wirtschaftsräumen sowie einer Kegelbahn. Dieses hatte eine Größe von fünf zu zwei Fensterachsen mit Kniestock und einem flachen Satteldach. Im Gasthaus beziehungsweise dem „beliebten Gästegarten“ konnten Reisende ohne Verzehrzwang auf ihren Dampfer warten. Auch wurden vor Ort Fahrscheine für die Dampferfahrt verkauft. Zum Verzehr wurden beispielsweise „frische Elbfische[…] [als] frische Backfische mit Kartoffelsalat in bekannter Güte“ angeboten.
Aus Anlass eines schadhaften Daches erfolgte 1891/1892 ein Umbau des Gebäudes „im Stil der Gründerzeit“ mit gleichzeitiger, massiver Erweiterung der bestehenden Flächen. Auf der Elbseite des giebelständigen Gebäudes wurde, ebenfalls durch Moritz Große, ein Eckturm errichtet, an den nach Westen traufständig zur Elbe ein gleich großer, weiterer Gebäudeflügel angesetzt wurde. Durch die Vergrößerung der Nutzflächen erhielt das Dampfschiff-Restaurant einen geräumigen „Gesellschaftssaal“, Platz für Billardtische sowie im Obergeschoss einen Salon. Danach erfolgte der Bau einer offenen Veranda zur Elbe hin sowie die Vergrößerung des Kegelbahngebäudes. Passagiere durften auch weiterhin ohne Verzehr auf ihren Anschluss warten.
Im Jahr 1920 ersuchte der ortsansässige Ruderverein Lößnitz um Genehmigung, die Kegelbahn zu einem Bootshaus umbauen zu dürfen.
Das Restaurant schloss 1958, und das Gebäude wurde fortan als Wohngebäude genutzt. Das stark verfallene, jedoch denkmalgeschützte Gebäude wurde 1997 durch die Stadt Radebeul erworben und 2001 an einen Privatinvestor verkauft. Nach aufwendigen Sanierungsmaßnahmen eröffnete dort im gleichen Jahr ein Fischrestaurant, welches 2003 direkt auf dem Steilufer oberhalb des Anlegers eine 60 m lange Gästeterrasse anlegte.
Das direkt am Elberadweg gelegene Fischrestaurant musste 2004 schließen; zwei Jahre später wurde das Gasthaus Restaurant Dampfschiff mit einem neuen Konzept wiedereröffnet.
Auch heute noch wird der Anleger durch die Sächsische Dampfschiffahrt planmäßig angefahren.